# Michael Larson
Paul Michael Larson (Lebanon, 10 mei 1949 - Apopka, 16 februari 1999) was een Amerikaanse deelnemer aan de tv-spelshow Press Your Luck. Hij nam in 1984 deel aan het programma, en won $110.237 (omgerekend $283.000 in 2019). Larson hield het record van de hoogste spelshowprijs behaald op één dag tot 2006. Toen werd zijn record verbroken door Vickyann Chrobak-Sadowski op The Price is Right.

## Spelshow

Onderdeel van een spelbordpatroon. Vierkanten vier en acht hadden nooit een Whammy; ze bevatten altijd geld (en in ronde 2 een extra ronde)

In september 1983 ging Press Your Luck in première. De interesse van Larson werd gewekt door het 'Big Board', een elektronische spelbord met verschillende prijzen. Spelers moesten vragen beantwoorden om rondes te verdienen, waarbij ze het spelbord mochten besturen. In willekeurige volgorde werd een prijs op het bord verlicht, totdat de speler op een rode knop drukte. De willekeurig prijs kon een vakantie, prijs, geldbedragen en/of extra ronde zijn. Maar 1-op-6 vierkanten was een 'Whammy', waarbij een speler al zijn prijzen verloor.
Larson kocht een videorecorder en begon afleveringen van het programma op te nemen. Hij keek ze terug in slow motion op zoek naar een kwetsbaarheid. Zo ontdekte Larson dat de willekeurige prijzenindicator niet echt willekeurig bewoog, maar een van vijf patronen volgde. Bovendien ontdekte Larson dat de vierde en de achtste vierkant altijd contant geld waren en nooit een 'Whammy' (de eerste vierkant was in de linker bovenhoek van het bord, en de nummering was met de klok mee). Ook ontdekte Larson dat de vierde vierkant altijd de hoogste geldprijzen bevatte en dat deelnemers in de tweede ronde een extra ronde kregen als ze op die plekken landden. Zodoende kon Larson de controle over het bord behouden, zolang hij de patronen bleef volgen.
In mei 1984 reisde Larson af naar Los Angeles en nam hij deel aan de show. Aanvankelijk weigerde CBS om Larson uit te betalen, omdat ze hem als een bedrieger beschouwde. Echter kwamen de producers tot de conclusie dat hij geen regels had overtreden en werd hij uitbetaald. De deelname van Larson wordt doorgaans beschreven als fraude. Echter gebruikte hij alleen zijn kennis van het spel om zijn kansen te vergroten; vergelijkbaar met het tellen van kaarten bij blackjack.

## Latere leven
In november 1984 vernam Larson van een promotie van een lokale radioshow die een prijs van $30.000 beloofde aan degene die een $1 biljet had waarvan het serienummer overeenkwam met een verkondigd willekeurig nummer. Over een aantal dagen nam Larson de resterende hoeveelheid van zijn prijzengeld op in $1 biljetten, hopend dat hij het winnende biljet zou hebben. Toen Larson ontdekte dat hij het winnende nummer niet had, stortte hij ongeveer de helft van het geld weer terug. De overige $50.000 liet hij achter in zijn huis, en werd gestolen tijdens een inbraak terwijl hij deelnam aan een kerstfeest.
Larson overleed op 16 februari 1999 aan keelkanker.